# Liechtenstein nos Jogos Olímpicos de Inverno de 1972
Liechtenstein participou dos Jogos Olímpicos de Inverno de 1972 na cidade de Sapporo, no Japão. Nessa edição dos jogos o país não teve medalhistas.